# سجادة أردبيل

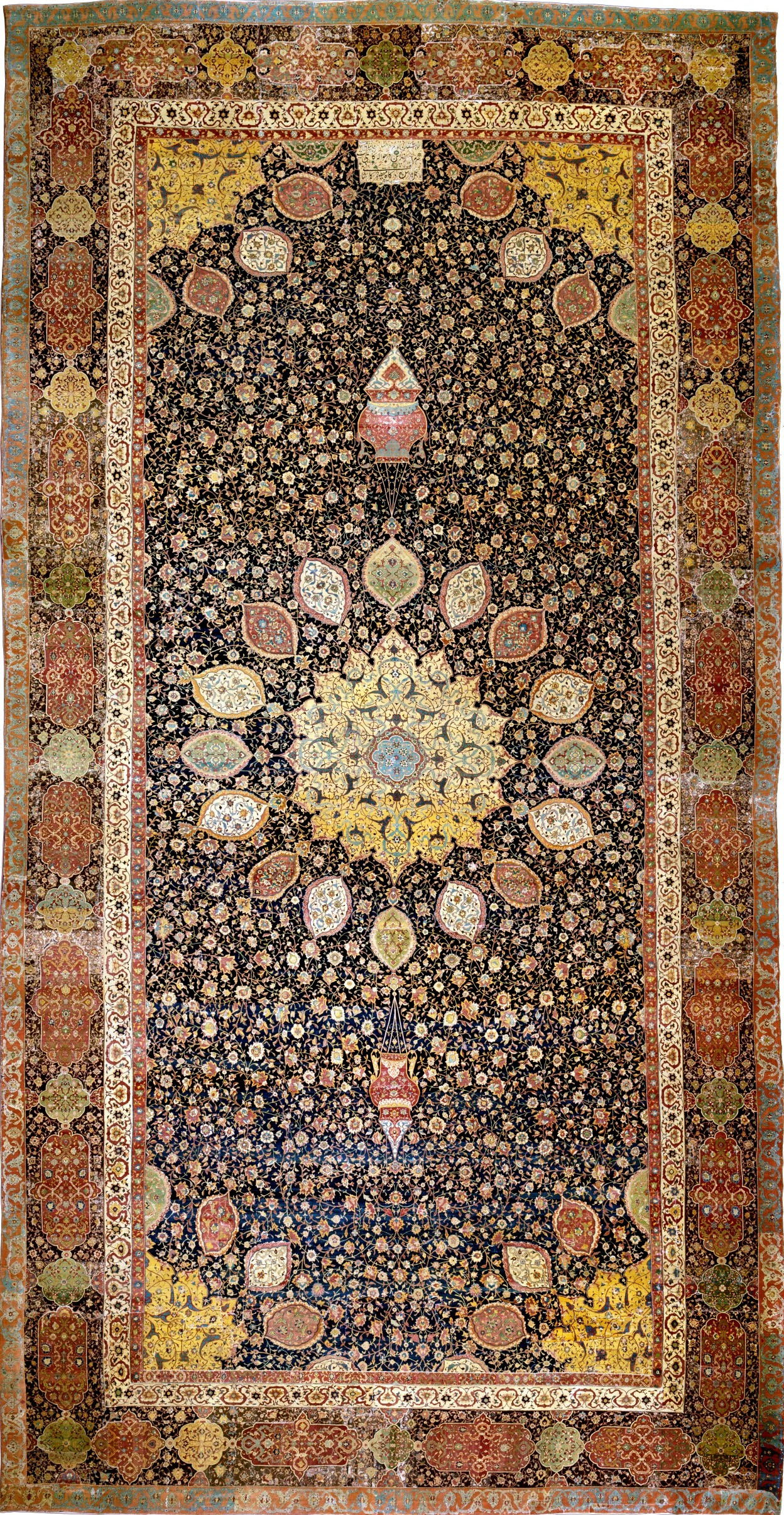
سجادة لندن أردبيل ،1044 × 535.5 cm.

سجادة أردبيل (أو سجاد أردبيل) هو اسم سجادتين فارسيتين مشهورتين، تعد هاتين السجادتين الأكبر والأكثر شهرة في هذه الحقبة في متحف فيكتوريا وألبرت في لندن. أصلاً كان هناك سجادتان متطابقان، وسجادة أخرى في لندن، رممت وأُعيد نسجها في القرن التاسع عشر، تستخدم أقسامًا من كليهما. قياس سجادة أردبيل لندن اليوم هو 1,044 سـم × 535.5 سـم (34 قدم 3.0 بوصة × 17 قدم 6.8 بوصة). والسجادة الأخرى، الموجودة في متحف مقاطعة لوس أنجلوس للفنون، أصغر بقياس 718.82 سـم × 400.05 سـم (23 قدم 7.00 بوصة × 13 قدم 1.50 بوصة)، كانت مكونة من أقسام بحالة مناسبة غير مستخدمة من سجادة أردبيل لندن. أصبح كلا السجادين الآن أصغر (أقصر على وجه الخصوص) مما كان عليه في الأصل، وهناك أجزاء أخرى في مجموعات مختلفة يبدو أنها تأتي من عملية إعادة الإعمار.  للسجاد تصميم تبريز نموذجي، مع ميدالية مركزية واحدة وتصميمات صغيرة مزخرفة تحيط به. كانت هذه الرصائع والأشكال مركزية في تصميم وواقع الحدائق الفارسية، وهي رمز مشترك للجنة لأتباع الإسلام.
تحتوي خرطوشة على سجادة لندن على التاريخ 946 هـ، أو 1539-40، والذي يُعتقد أنه أقدم تاريخ على أي سجادة فارسية. 

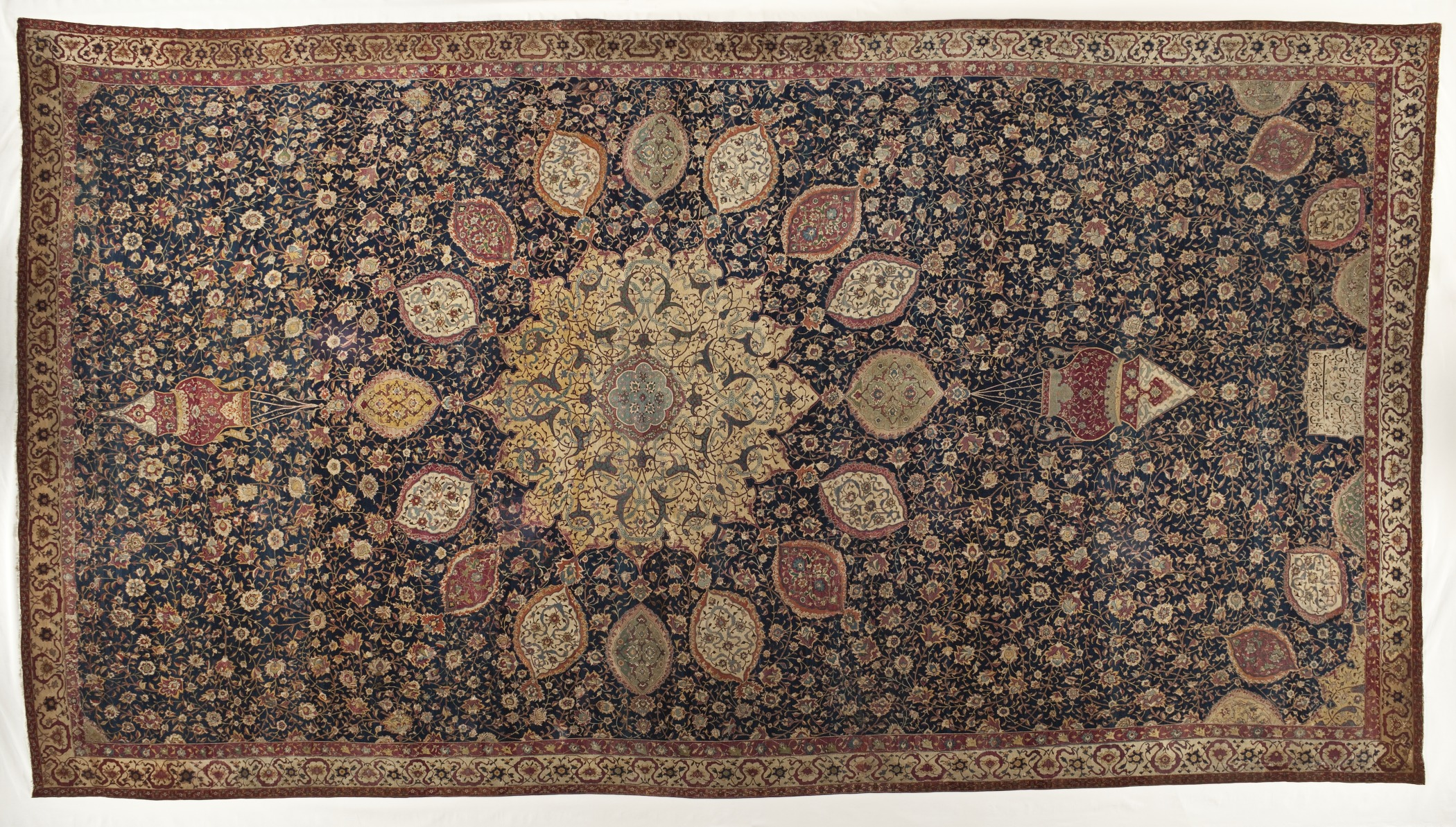
السجادة في لوس أنجلوس ،718.82 × 400.05 cm.

## التصميم
لأساس عبارة عن حرير مع وبر صوف بكثافة 300–350 عقدة لكل بوصة مربعة (47–54 عقدة/سـم2) . حجم سجادة لندن هو1,044 سـم × 535.5 سـم (34 قدم 3.0 بوصة × 17 قدم 6.8 بوصة) ، مما يعطيها حوالي 26 مليون عقدة في المجموع. على السجاد نقش: مقطع من غزال للشاعر الأسطوري الفارسي حافظ شيرازي وتوقيع. يقرأ النقش:
«ليس لدي ملجأ في هذا العالم سوى العتبة  //// رأسي لا يوجد له مكان يستريح فيه غير هذه البوابة.
حاكها خادم العتبة السلطانية مقصود كاشاني سنة 946هـ»
تظهر ترجمة هذا التاريخ إلى التقويم الغريغوري أن السجادة كانت منسوجة في الفترة ما بين 1539 و 1540 في عهد شاه طهماسب الأول، أحد كبار رعاة نسج السجاد.
يشبه تصميم الرصيعة المركزية تصميم الجانب الداخلي لقبة مسجد الشيخ لطف الله في أصفهان، مع اثنين من زخارف المصابيح ذات الأحجام المختلفة المحيطة بالتصميم، والتي يُنظر إليها الآن على أنها استخدام متعمد لرسم منظوري، عند النظر إليها من النهاية باستخدام المصباح الأصغر يظهر الاثنان بنفس الحجم. ومع ذلك، يوجد نقاش بسبب حقيقة أنه لا يوجد دليل على استخدام المنظور الرسومي في ثلاثينيات القرن الخامس عشر في إيران ويعتقد المؤرخون والنقاد الآخرون بدلاً من ذلك أن المصابيح موجودة في المساجد أو الأضرحة في ذلك الوقت. تم إنشاء الحدود من خراطيش مليئة بالزخارف والخط، مما يضيف المزيد من التفاصيل إلى الأسلوب الذي أُنجز بالفعل.
تم توفير تصاميم لجان السجاد المتميز من قبل مشغل البلاط الخاص بالفنانين، الذين صمموا أيضًا للمخطوطات وأنماط التبليط على المباني والوسائط الأخرى، مما أعطى أسلوبًا موحدًا لنخبة الفن الصفوي. ثم تم نسخ التصاميم وتكييفها مع السجاد الأصغر لسوق أوسع. لا يعتبر تصميم هذه السجاد نموذجيًا لسجاد أردبيل اللاحق، ولكنه منتجات من أرقى أنواع النسج الصفوي، بتأثير من الرسم المخطوطي.  

## لمحة تاريخية

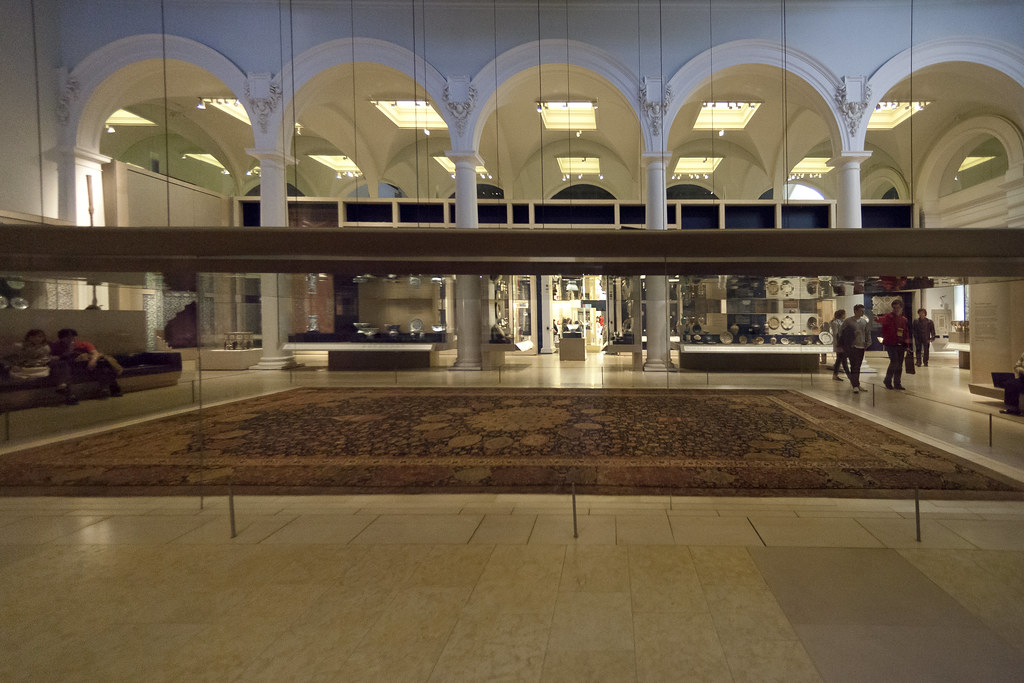
سجادة أردبيل معروضة في الغرفة 42 ، معرض جميل في متحف فيكتوريا وألبرت في لندن

استغرق نسج السّّجادة أربع سنوات خلال حكم الشاه الصفوي طهماسب الأول عام 1539-40. يعتقد أنها نُسجت في كاشان. تعتبر المدارس الإيرانية (الفارسية) من المدارس الرائدة والمعروفة لصنع السّجاد. وفقًا للرواية الشعبية، التي شكك المؤرخون بها الآن،  عندما تم وضعهم جديدًا في مجموعة الشيخ صافي الدين خانيغاه والضريح في أردبيل، ولكن تم ارتداؤها بكثرة وبيعت في عام 1890 على سجادة بريطانية التاجر الذي قام بترميم أحد السجاد باستخدام الآخر ثم إعادة بيعه إلى متحف فيكتوريا وألبرت.
يشك العديد من المتخصصين الآن في أن السجاد صنع لأردبيل؛ بصرف النظر عن أي شيء آخر، لن يتناسبوا مع الضريح هناك. كما أنها لا تتطابق مع أي سجاد موصوف في جرد الضريح من عام 1795. من ناحية أخرى، وبحجمهما الأصلي المفترض، يتناسب الاثنان مع مساحة في ضريح الإمام الرضا الأكثر أهمية في مشهد.
بيعت هذه السجادة من قبل التاجر إدوارد ستيبينج من شركة ريتشاردسون وشركاه باسم "السجادة المقدسة للمسجد في أردبيل"،  مؤكدة على "استثنائية السجادة ومصدرها كمنتج من إنتاج ورشة العمل الملكية الصفوية في أرديبيل". شاه طهماسب، صنع لضريح الأسرة الصفوية في أردبيل ". نصح ويليام موريس V & A في عملية الاستحواذ: "لقد كان ويليام موريس، بصفته أحد حكام الفن في V & A ، هو الذي أقنع المتحف بجمع مبلغ 2000 جنيه إسترليني في ذلك الوقت بمساعدة الاكتتاب العام. سجادة في مارس 1893 ".  كتب موريس في رسالة إلى توماس أرمسترونغ أنه "ليس له نظير". تدريجيًا، ظهرت كلمة تفيد بوجود سجادة أخرى من أردبيل. عندما بدأ متحف فيكتوريا وألبرت في فحص القطعة في عام 1914، جاء الإجماع التاريخي على أن التعديلات على لوس أنجلوس أردبيل الحالية لإصلاح لندن أردبيل تمت إدارتها من قبل شركة زيجلر وشركاه، المشتري الأول للسجاد الفارسي. المقيم هيلدبراند ستيفنز، من المفترض أنه يستخدم تبريز أو الحرفيين الأتراك. كان لأردبيل الثاني تغييرات ملحوظة في هيكله، حيث تم استبدال حدوده في خط ضيق منسوج حديثًا بينما تم ترميم أردبيل لندن بالكامل. تحدث المؤرخون في ذلك الوقت عن ذلك، قائلين: `` كانت أعلى قيمة سوقية للسجاد الكامل، وليس السجاد التالف أو الشظايا. كانت سجادة لندن "عملاً فنياً رائعاً"، وكما قال موريس، ذات أهمية تاريخية حقيقية، ولكن تم التنازل عنها لتلائم القيم السوقية للتذوق الفني في القرن التاسع عشر. ظلت السجادة معلقة على الحائط لعقود. منذ عام 2006، تم عرضها بشكل مسطح في جناح زجاجي خاص في وسط صالة جميل، القاعة 42 للفن الإسلامي. يتم الاحتفاظ بالإضاءة منخفضة جدًا لمنع التلاشي، ويتم زيادتها لفترة وجيزة كل ساعة. 
بيعت السجادة «السرية» الثانية، الأصغر حجمًا، والتي أصبحت الآن بلا حدود مع وجود بعض الحقول المفقودة، والمكونة من الأقسام الصالحة للاستخدام المتبقية، لرجال الأعمال الأمريكيين كلارنس ماكاي وتم استبدالها من قبل المشترين الأثرياء لسنوات. بالمرور عبر مجموعات Mackay وYerkes و De la Mare الفنية، تم الكشف عنها في النهاية وعرضها في عام 1931 في معرض في لندن. رآها رجل الصناعة الأمريكي ج. بول جيتي، واشتراها من اللورد دوفين مقابل 70 ألف دولار تقريبًا بعد عدة سنوات. تم التواصل مع جيتي من قبل وكلاء نيابة عن الملك فاروق ملك مصر الذي عرض 250 ألف دولار حتى يمكن تقديمها كهدية زفاف لأخته وشاه إيران. تبرعت جيتي لاحقًا بالسجادة لمتحف مقاطعة لوس أنجلوس للعلوم والتاريخ والفنون في حديقة المعارض في لوس أنجلوس. ظهرت أجزاء أخرى في السوق من وقت لآخر. كثافة العقدة أعلى في الواقع على سجادة لوس أنجلوس.  وهي الآن في متحف مقاطعة لوس أنجلوس للفنون في لوس أنجلوس. في عام 2003 تم تنظيفه وترميمه من قبل استوديوهات حفظ المنسوجات التابعة لمجموعة رويال كوليكشن في قصر هامبتون كورت، بالقرب من لندن.

## النسخ
إن تصميم سجادة أردبيل هو تصميم أصيل، وإن كان على طراز بعض السجاد الفارسي الآخر من نفس الفترة.  لقد كان موضوع العديد من النسخ التي تتراوح في الحجم من السجاد الصغير إلى السجاد الكامل الحجم. يوجد «أردبيل» في 10 داونينج ستريت (مكتب رئيس الوزراء البريطاني)، وحتى أدولف هتلر كان لديه «أردبيل» في مكتبه في برلين.  النسخ التجارية للسجاد للبيع تتراوح أسعارها من 200 دولار إلى 45000 دولار.

## هوامش
1. ↑  أكثر تدويراً وفقاً ل: [7] " قياس سجادة لندن اليوم (Inv. 272-1893) 34’ 6" ب 17’ 6" (10.51 متراً ب 5.35 متراً)، والأقصر منها السجادة الموجودة في لوس أنجلوس (Inv. No. 53.50.2) 23’ 11" ب 13’ 5" (7.28 متراً ب 4.11 متراً)."
2. ↑  The title of a booklet and book by Stebbing of 1892 and 1893[7]

### المعلومات الكاملة للمراجع
- Hillyer، Lynda؛ Pretzel، Boris (Spring 2005). "The Ardabil Carpet – a new perspective". Conservation Journal. Victoria and Albert Museum ع. 49. مؤرشف من الأصل في 2007-02-07.
- Mokhberi، Susan (2019). The Persian Mirror: Reflections of the Safavid Empire in Early Modern France. Oxford University Press. ISBN:978-0190884802.
- Beattie, M. (1986). "Ardabīl Carpet". In Yarshater, Ehsan (ed.). Encyclopædia Iranica, Volume II/4: Architecture IV–Armenia and Iran IV. London and New York: Routledge & Kegan Paul. pp. 365–368. ISBN 978-0-71009-104-8.
- Spuhler, F. (1986). "Carpets and Textiles". In Lockhart, Laurence; Jackson, Peter (eds.). The Cambridge History of Iran, Volume 6: The Timurid and Safavid Periods. Cambridge: Cambridge University Press. ISBN 0-521-20094-6.

## وصلات خارجية
- Armstrong، Dorothy (2018). "Inventing the Ardabil Carpet: A Case Study in the Appropriation and Transformation of a Persian Artifact". Iran: Journal of the British Institute of Persian Studies. ج. 58 ع. 1: 110–130. DOI:10.1080/05786967.2018.1547984.
- The Ardabil Carpet at the Los Angeles County Museum of Art